# Sirius B
Sirius B — двенадцатый альбом шведской симфоник-метал-группы Therion, выпущен одновременно с альбомом Lemuria в 2004 году.
Музыка на альбоме отличается большей скоростью и ритмичностью, чем предыдущие работы группы, демонстрируя тенденцию группы к пауэр-металу.

## Список композиций
| 1. The Blood of Kingu                    | 5:45 |  | Кингу — демон из аккадской мифологии, из крови которого были созданы все люди.                                                           |
| 2. Son of the Sun                        | 5:35 |  | Песня о фараоне Эхнатоне, который предпочел Атона-Солнце другим богам и был проклят.                                                     |
| 3. The Khlysti Evangelist                | 5:38 |  | Песня о Григории Распутине, русском мистике-царедворце, и о секте Хлысты.                                                                |
| 4. Dark Venus Persephone                 | 4:02 |  | Персефона в греческой мифологии — дочь богини Деметры, которую Аид обманом взял в жёны.                                                  |
| 5. Kali Yuga, Part 1                     | 3:27 |  | |
| 6. Kali Yuga, Part 2                     | 5:48 |  | Кали-юга — «железный век», период катастроф в индуистской мифологии.                                                                     |
| 7. The Wondrous World of Punt            | 7:19 |  | Пунт — древнее исчезнувшее государство на месте Эфиопии.                                                                                 |
| 8. Melek Taus                            | 5:31 |  | Малак Тавус — божество езидов в виде павлина.                                                                                            |
| 9. Call of Dagon                         | 4:14 |  | Дагон — бог рыбной ловли и плодородия у народов Междуречья. У Лавкрафта описан как мрачный морской владыка.                              |
| 10. Sirius B                             | 3:43 |  | Сириус Б — звезда-близнец Сириуса. |
| 11. Voyage of Gurdjieff (The Fourth Way) | 5:56 |  | Георгий Гурджиев — греко-армянский мистик, исследователь востока. В его религиозном учении «Четвёртый путь» особое место занимает танец. |

## Участники записи
Therion
- Кристофер Йонссон — гитара, бэк-вокал, мандолина («The Wondrous World of Punt»)
- Кристиан Ниеманн — гитара
- Йохан Ниеманн — бас-гитара

Приглашённые музыканты
- Пётр Вавженюк — вокал («Dark Venus Persephone», «Kali Yuga part 1», «Melek Taus»)
- Матс Левен — вокал («Blood of Kingu» «Khlysti Evangelist» «Kali Yuga part 2»)
- Рихард Эвенсанд — ударные
- Стен Расмуссен — орган Хаммонда
- Ларс Сомод Йенсен — орган
- Пражский симфонический оркестр

## Позиции в чартах
| Чарт                        | Позиция |
| --------------------------- | ------- |
| Бельгия/Фландрия (Ultratop) | 89      |